# Manjū
Manjū (jap. 饅頭) – rodzaj gotowanej na parze, słodkawej bułki wypełnionej nadzieniem z fasoli.  

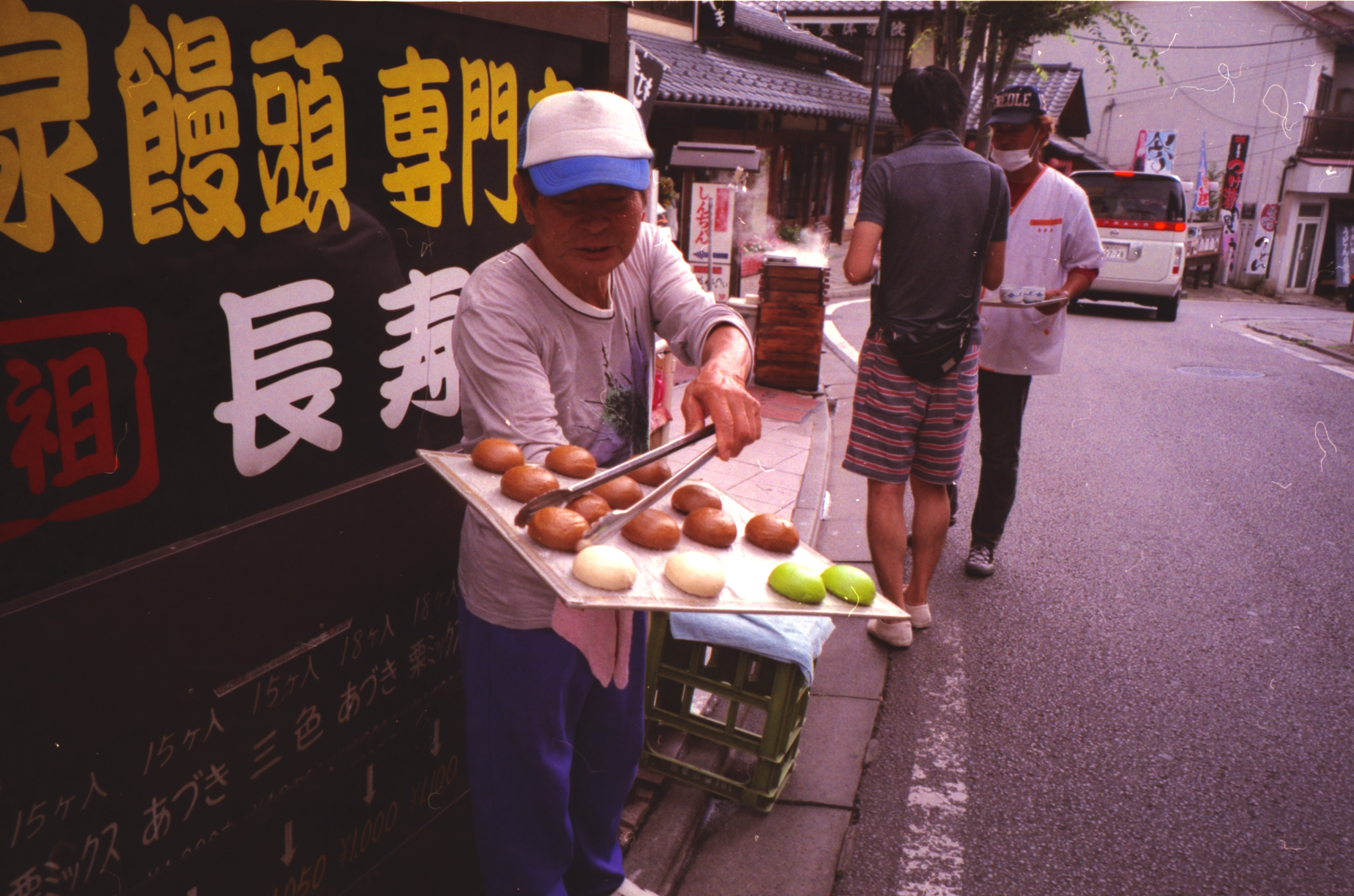
Degustacja onsen-manjū

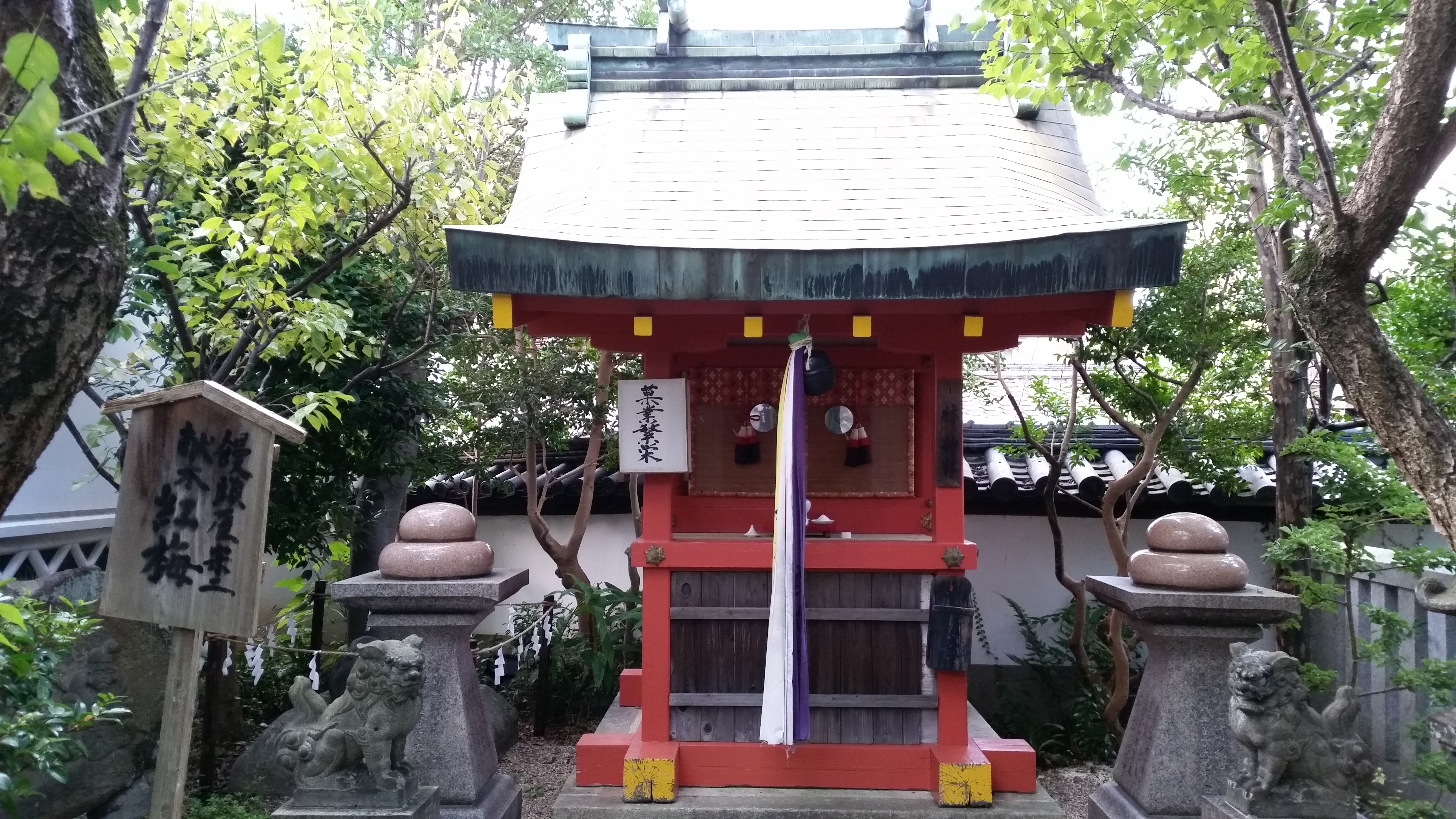
Chram Rin-jinja w Nara (na terenie chramu Kangō-jinja)

Istnieje wiele odmian manjū (także regionalnych), wykonywanych z mąki pszennej, ryżowej lub gryczanej oraz różnorodnego nadzienia m.in. z pasty z czerwonej fasoli azuki, słodkich ziemniaków lub kasztanów. Istnieje kilka odmian pasty (anko), w tym: koshi-an, tsubu-an i tsubushi-an.

## Historia
Na terenie chramu Kangō-jinja w mieście Nara znajduje się niewielki chram o nazwie Rin-jinja, postawiony ku czci wytwórcy ciastek Rinjōin-no-mikoto (Rinjōin / Jōin Rin, był prawdopodobnie mnichem). Chram przyciąga cukierników jako jedyne sanktuarium dedykowane bułkom gotowanym na parze. Co roku w dniu 19 kwietnia na terenie chramu odbywa się festiwal Manjū-matsuri.
Rinjōin pochodził z terenu obecnej prowincji Zheijiang w Chinach. Gdy przybył do Japonii w 1349 roku, mieszkał przed budynkami świątyni Kangō-jinja i po raz pierwszy w Japonii zaczął sporządzać bułeczki na parze. Były to chińskie mántou (te same kanji, trad. 饅頭, uproszcz. 馒头) gotowane na parze. Mnich rozpowszechnił je w okolicach miasta Nara i stąd ich pierwotna nazwa brzmiała nara-manjū. Od tamtego czasu manjū jest jednym ze stałych elementów japońskiej diety.

## Odmiany
Istnieje wiele odmian manjū. Niektóre są bardziej znane niż inne:
- Matcha-manjū – jedna z najczęstszych odmian. Mają nie tylko smak zielonej herbaty, ale także zielony kolor;
- Mizu-manjū – tradycyjnie spożywane latem. Zawierają aromatyzowane fasolowe nadzienie. Z zewnątrz mizu-manjū jest zrobione ze skrobi kuzu, dzięki czemu ciasto jest przezroczyste i ma galaretowaty wygląd.

W niektórych regionach Japonii wytwarzane są manjū o charakterze specjalności lokalnych, jak np. momiji-manjū czyli manjū w kształcie liści klonu japońskiego, z ciasta gryczano-ryżowego, w Hiroszimie i Miyajimie.

## Galeria

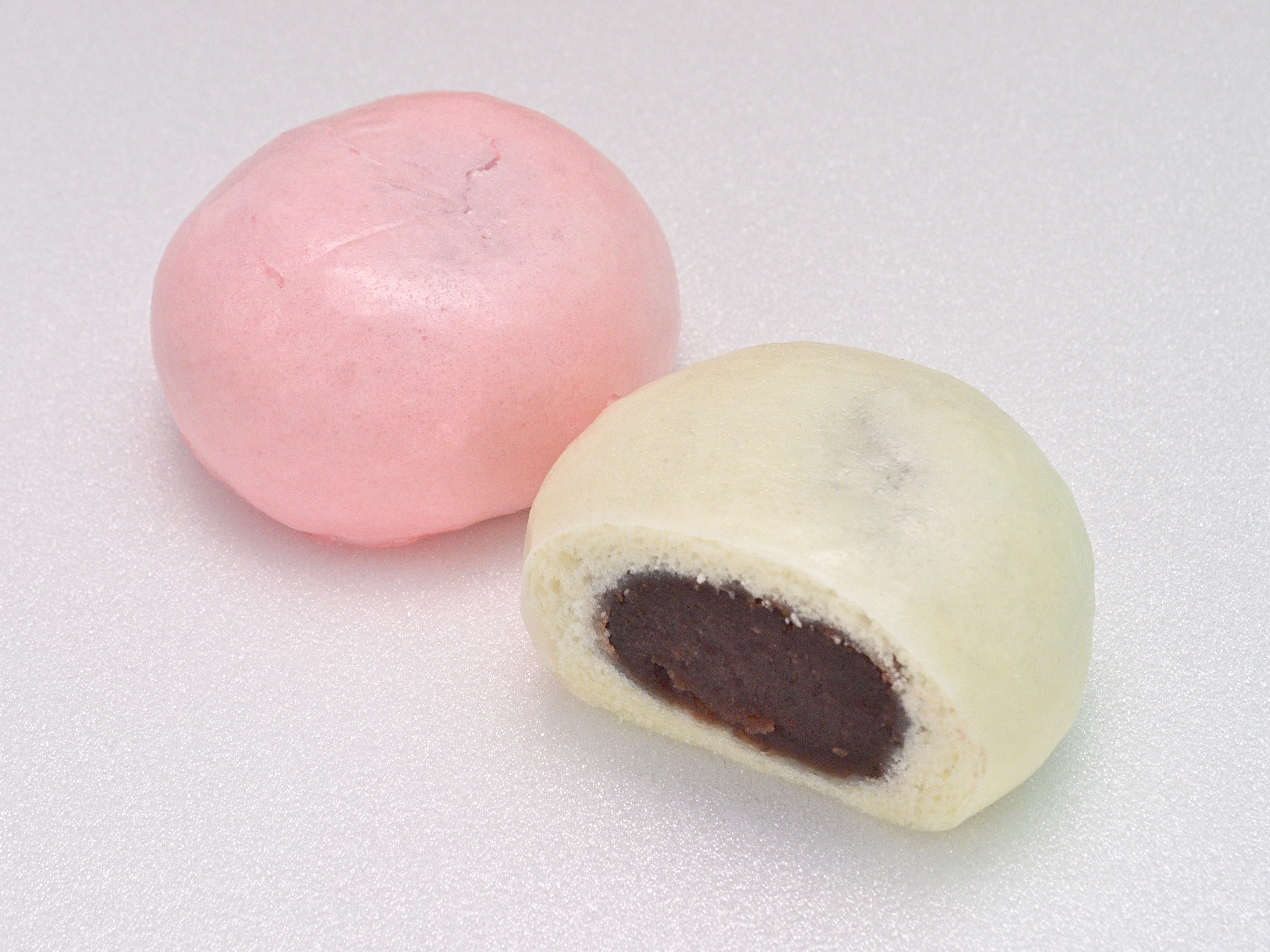
Kōhaku-manjū (para „manjū białe-czerwone”), sporządzane z okazji uroczystości i ceremonii (śluby, shichi-go-san, ukończenie szkoły itp.), także jako prezent
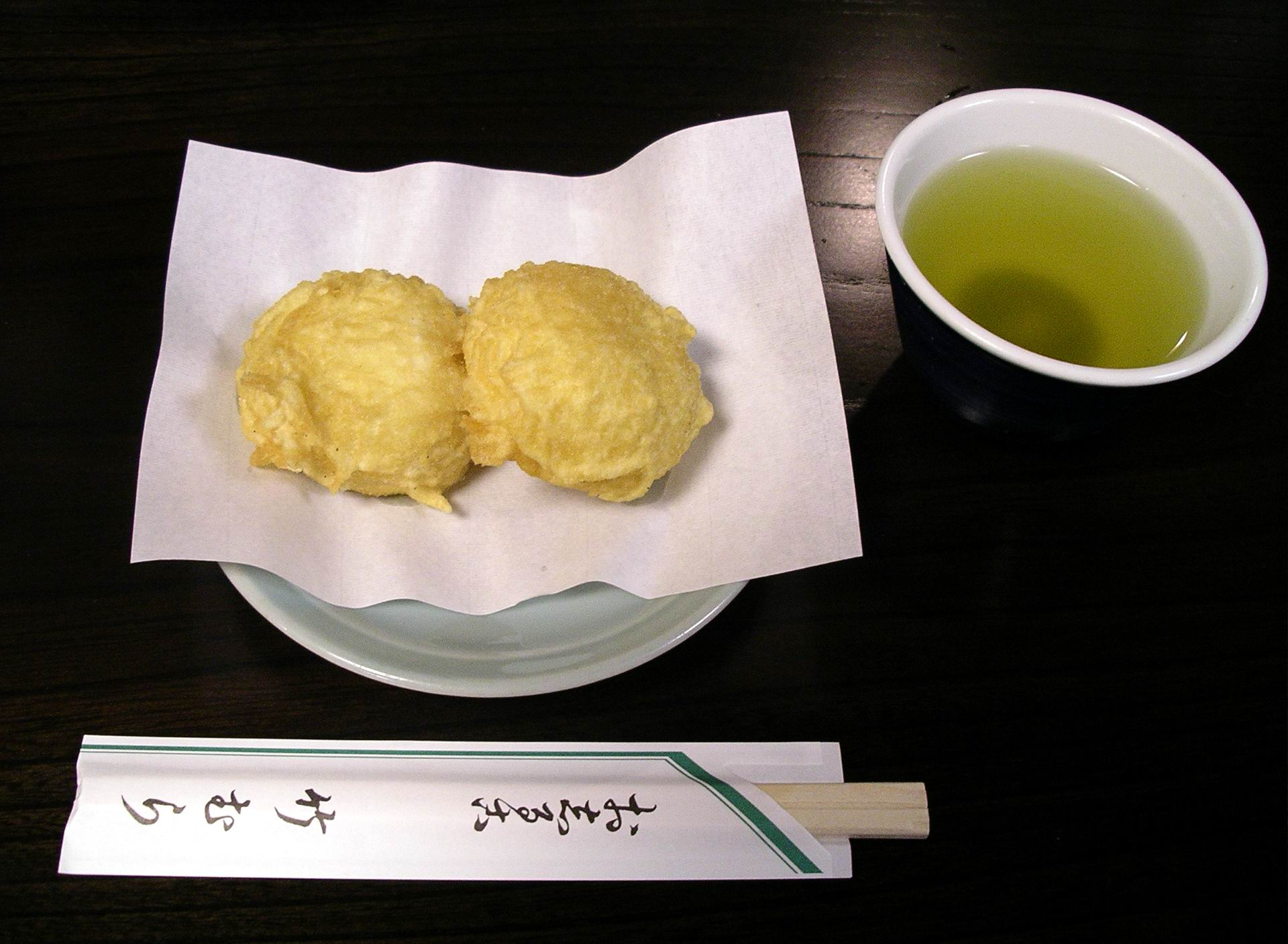
Age-manjū smażone na głębokim oleju, podane z zieloną herbatą
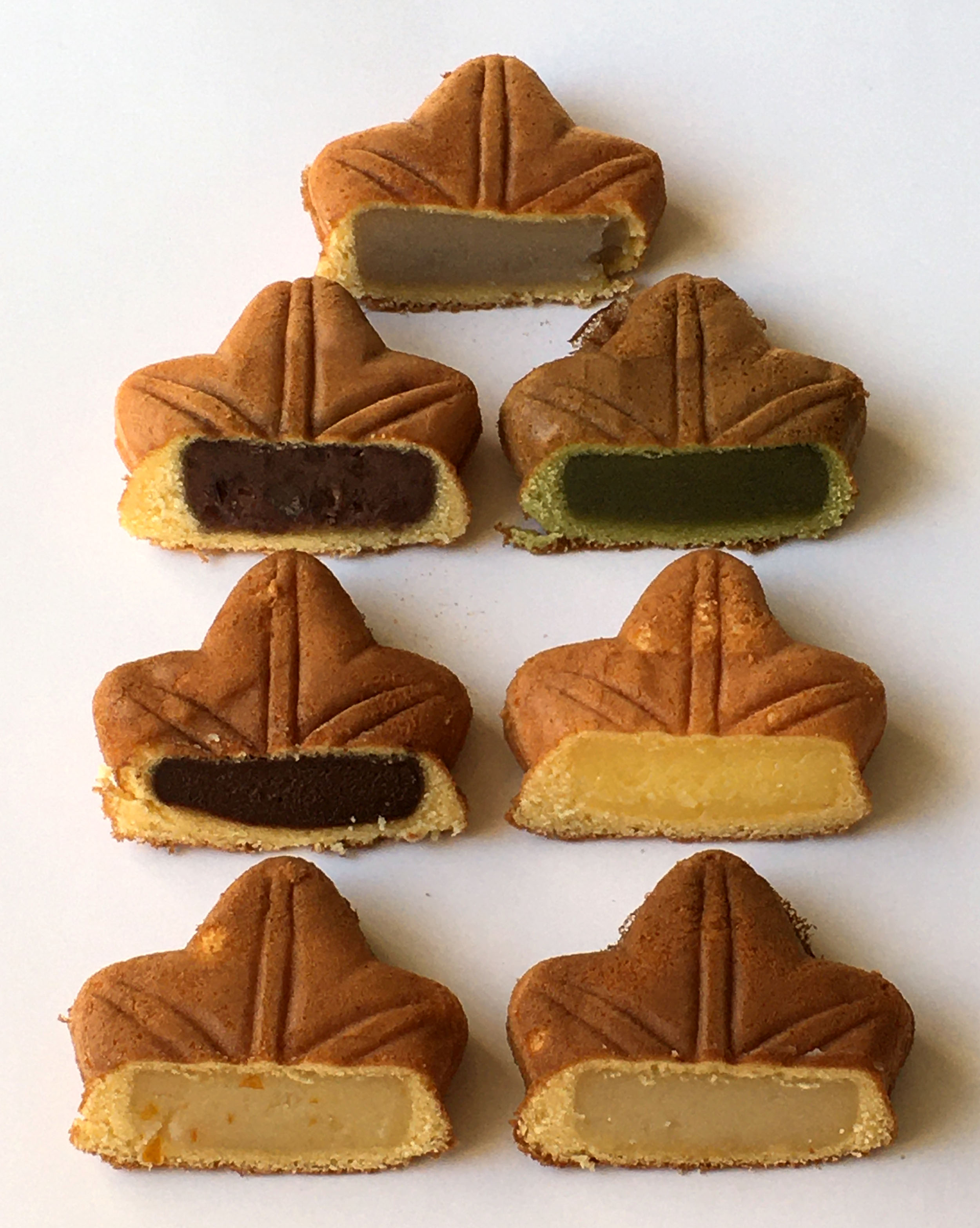
Jeden z rodzajów momiji-manjū
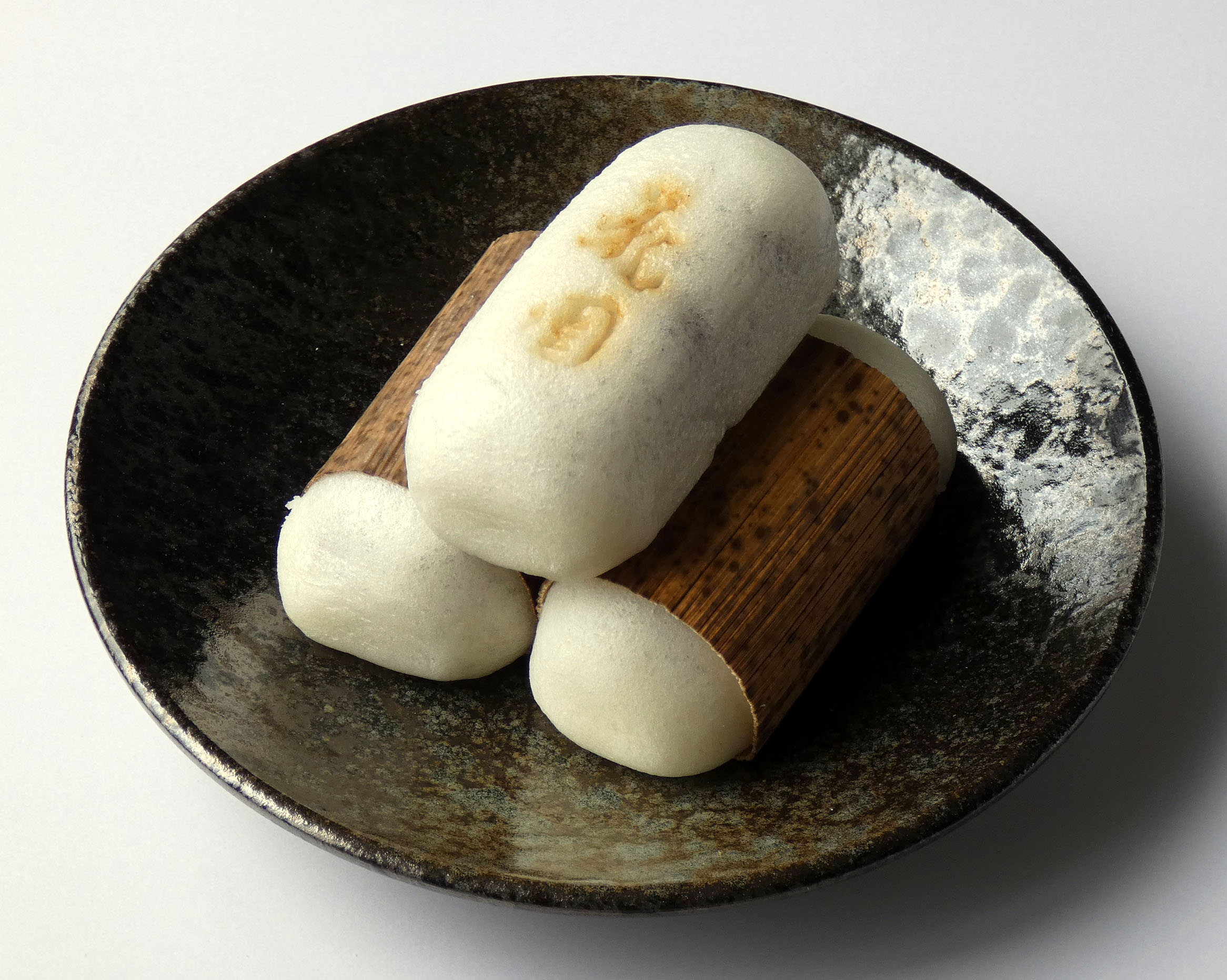
Hanazono-manjū
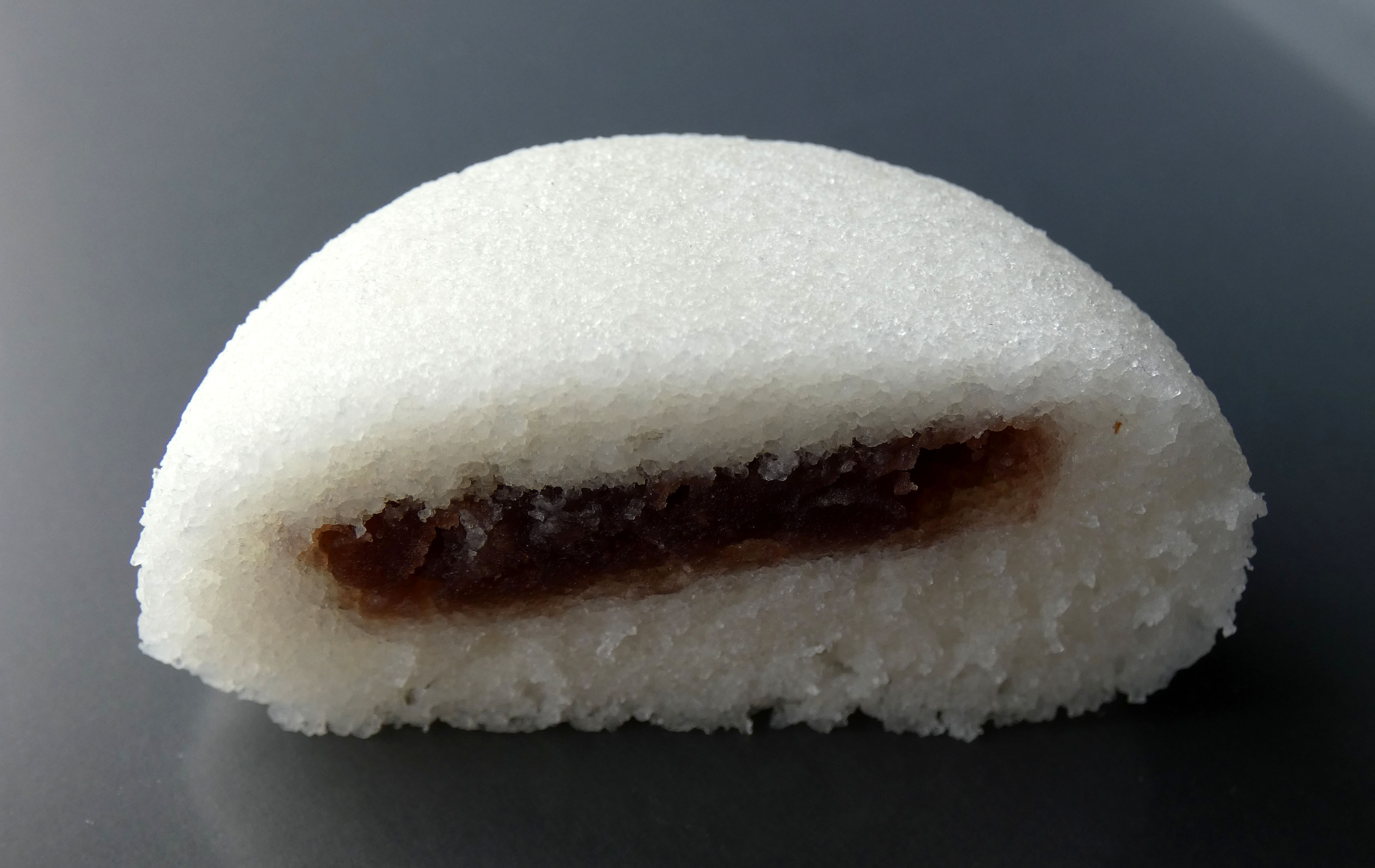
Karukan-manjū
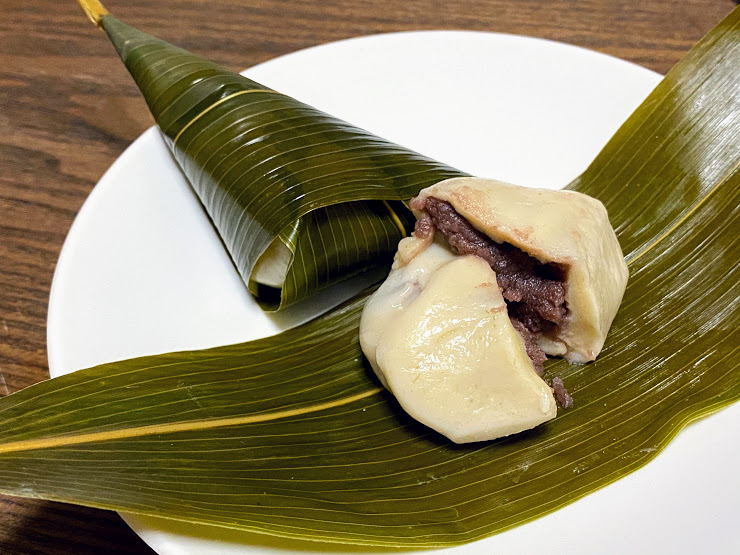
Fu-manjū
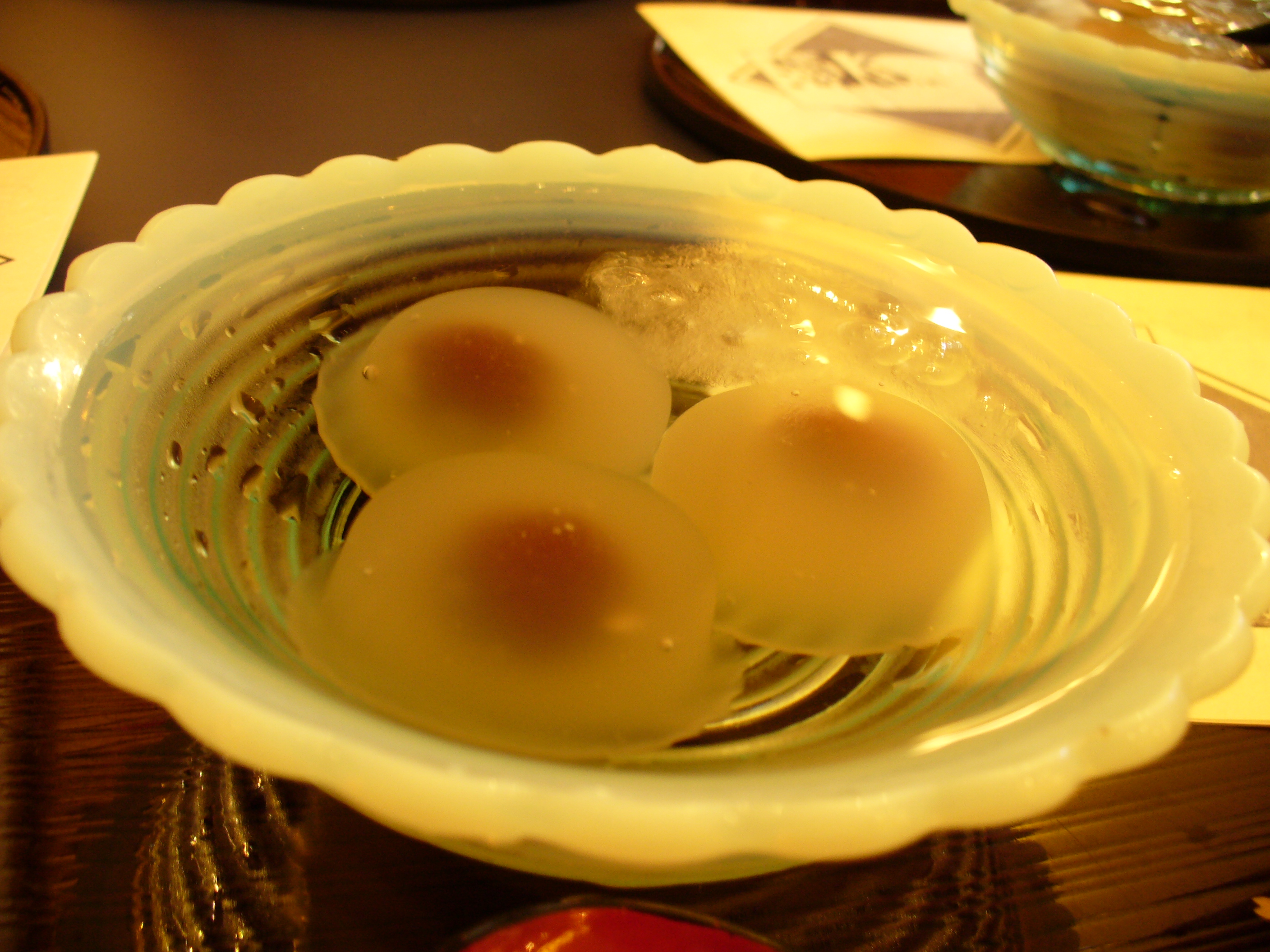
Mizu-manjū